# Paludititan
A Paludititan a titanosaurus sauropoda dinoszauruszok egyiknemzetsége, amely a késő kréta időszakban a mai Románia területén élt. A Hátszeeg-sziget néven ismert egykori sziget ökoszisztémájában élt. 

## Leírás

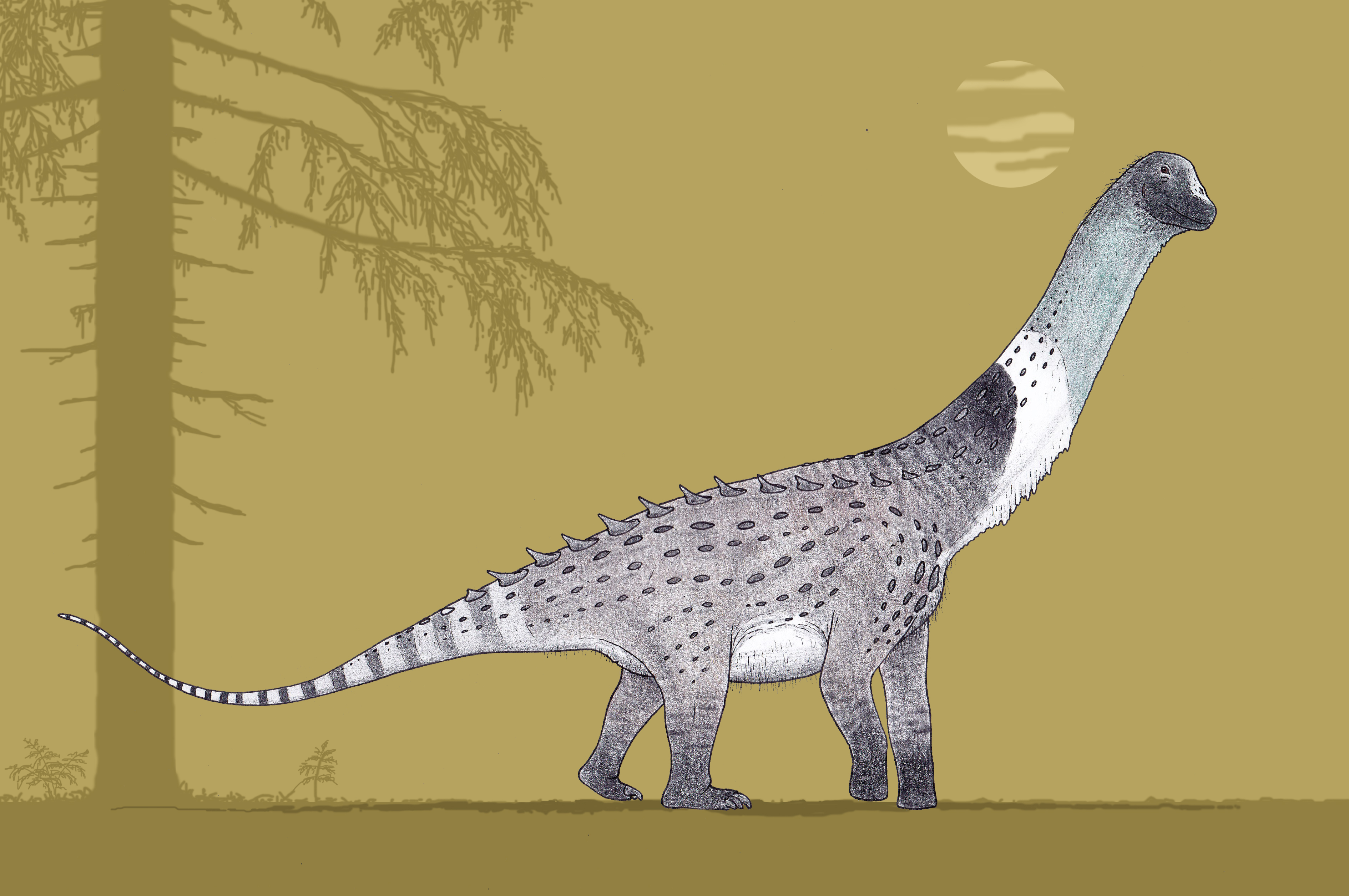
A test rekonstrukciója.

A Paludititan a Sauropoda növényevők egyik kisméretű tagja volt. Vállmagassága körülbelül 2 méter (6 ft 7 in) lehetett. Gregory S. Paul 2016-ban 6 méteresre  becsülte mind a Magyarosaurus dacus mind a Paludititan testhosszát. A súlyuk pedig elérhette az egy tonnás tömeget.
A maradványok több egyedi vonást is, autapomorfiát mutatnak, amelyek bizonyítják, hogy a P. nalatzensis különálló faj, amely különbözik más összehasonlítható titanosaurus-októl. A hátsó háti csigolyáknál a lamina centrodiapophysealis anterior teteje, az elülső barázda a laterális nyúlvány alsó oldalán, ferdén hajlik előre és felette párhuzamosan fut a lamina centrodiapophysealis posterior tetejével, azaz a hátsó barázdával, ahelyett, hogy összetalálkoznának. Az elülső helyzetű farokcsigolyák és az első középfarki csigolya esetében a tövisnyúlvány alacsony és felegyenesedettek, de az elülső peremükön szembetűnő sarokkal rendelkeznek, amelyek előre vetülnek. Az ischium nyele, amely az iliumot érinti, szembetűnő háromszög alakú nyúlvánnyal rendelkezik a külső felső, hátsó részen, és támpillért képez, amely átfedi az ilium ischialis nyelét.  A faj leírásakor azt a tulajdonságot is az autapomorfiájának tartották, hogy míg az elülső helyzetű farokcsigolyák és a középső farok első csigolyái procoel típusúak, tehát a csigolya test homorú elülső ízesülési felszínű, addig néhány középfarki csigolya amfiplat típusú, azaz a csigolyatest lapos elülső és hátsó felülettel rendelkezik. Majd ezeket a csigolyákat ismét procoel típusú középső farokcsigolyák követik. Viszont egy 2019-ben a Valiora nevű település környékén előkerült lelet (FGGUB R.2715), amelyről kiderült, hogy biztosan nem a Paludititan nembe tartozik, is mutatja ezt a tulajdonságot, így ez már nem tekinthető a Paludititan egyedi tulajdonságának. 

## Felfedezés és elnevezés
2002-ben a belga-román expedíció egy sauropoda részleges csontvázát fedezte fel a Râul Mare folyó medrében, Nǎlaț-Vadnál . Akkor ez volt a legteljesebb sauropoda csontváz, amelyet valaha felfedeztek Romániában. 2010-ben lett leírva és elnevezve a típusfaj Paludititan nalatzensis néven. Ezt Csiki Zoltán, Vlad Codrea, Cǎtǎlin Jipa-Murzea és Pascal Godefroit végezték. A nemzetség név a latin palus, azaz a "mocsár" és a görög Titan szóból származik. A fajnév a megtalálási helyére Nǎlaț-Vad-ra utal. 
A holotípust, katalógusszáma: UBB NVM1, a Hátszegi medencében találták, egy iszapos rétegben a Sânpetru Formációbból. A Késő kréta, kora maastrichti időszakában élhetett. A holotípus egy részleges csontvázból áll, amelynek nincs meg a koponyája. Továbbá három háti csigolyát, legalább kilenc farokcsigolyát, tizenkét chevront, a medence jobb felét, egy bal oldali ischiumot, a jobb combcsont alsó végét és két lábujjkarmot tartalmaz. A maradványokat nem artikuláltan találták meg, de olyan közel egymáshoz, hogy valószínűleg egyetlen egyedet képviselnek. 
A Paludititan leírói fontolóra vették annak a lehetőségét, hogy a csontváz a Magyarosaurus dacus-hoz, egy másik titanosaurus sauropodához tartozik, amely ugyanazon az élőhelyen élt. Az átfedő maradványok azonosíthatóak voltak, és ezek nem mutattak semmilyen közös egyedi vonást, szinapomorfiumot. Továbbá az M. dacus más helyről ismert, ezért indokoltnak érezték a külön taxon megnevezését, a további felfedezésekig. 

## Evolúciós kapcsolatok
Paludititan 2010-ben helyezték a Titanosauria csoportba. Pontosabban a Lithostrotia valószínű tagjának számít. Akladisztikus elemzés azt sugallja, hogy a testvérfaja a dél-amerikai Epachthosaurus-nak . 

## Paleoökológia
A Paludititan a kréta időszaki Hátszeg-szigeten élt, sokféle állattal, mint például a rokon Magyarosaurus-szal  a hadrosaurid Telmatosaurus-szal és az iguanodontid Zalmoxes-el . További endemikus dinoszaurusz is élt itt, mint a nodosaurid Struthiosaurus, számos apró méretű maniraptora (Bradycneme, Elopteryx, Heptasteornis)  és az avialan Balaur .  A sziget ökoszisztémájának legfőbb ragadozója az óriás azhdarchid pteroszaurusz, a Hatzegopteryx volt . 

## Fordítás
Ez a szócikk részben vagy egészben  a   Paludititan című angol Wikipédia-szócikk ezen változatának fordításán alapul.  Az eredeti cikk szerkesztőit annak laptörténete sorolja fel. Ez a jelzés csupán a megfogalmazás eredetét és a szerzői jogokat jelzi, nem szolgál a cikkben szereplő információk forrásmegjelöléseként.